# Station Barnsley Interchange
Barnsley Interchange is een spoorwegstation en busstation in Engeland. 